# Thur Borren
Arthur Thurman „Thur” Borren  (ur. 5 czerwca 1949 w Eindhoven) – nowozelandzki hokeista na trawie. Złoty medalista olimpijski z Montrealu.
Urodził się w Holandii. Zawody w 1976 były jego drugimi igrzyskami olimpijskimi. W turnieju zagrał w siedmiu spotkaniach i strzelił dwie bramki. Wcześniej brał udział w IO 72 (dziewiąte miejsce). Jego brat Jan także był hokeistą na trawie oraz olimpijczykiem.